# Call of the Wild (album de Lee Aaron)
Pour les articles homonymes, voir Call of the Wild.
Albums de Lee Aaron
Metal Queen
(1984) Lee Aaron
(1987)
Call of the Wild est le troisième album studio de la chanteuse canadienne Lee Aaron sorti en 1985. L'album a atteint la 86e position le 24 août 1985 dans les charts au Canada et est resté dans le classement durant trois semaines. Le morceau titre de l'album, la chanson "Call of the Wild", fut étrangement exclue du pressage d'origine (bien qu'on la retrouvât en face B du single "Barely Holdin' On") et ne fût intégrée sous forme de titre bonus que dans la version CD de 1988.

## Composition du groupe
- Lee Aaron – chants
- John Albani – guitare, chœurs
- Simon Brierley – guitare
- Bob Ezrin – claviers, percussions, chœurs
- Jerry Mercer – batterie
- Spyder Sinnaeve – basse
- Walter Zwol – chœurs
- Chris Brockway – chœurs

### Production
- Paul Gross - 1 à 3 / 5 à 11
- Bob Ezrin - 4

## Liste des titres
Vinyle – Attic Records Limited (LAT 1212,  Canada)
| A1. | Rock Me All Over                             | Lee Aaron, John Albani    | 3:55 |
| A2. | Runnin' from the Fire                        | Lee Aaron, John Albani    | 2:58 |
| A3. | Champion                                     | Lee Aaron, John Albani    | 4:04 |
| A4. | Barely Holdin' On (reprise de Silver Condor) | Joe Cerisano              | 4:36 |
| A5. | Burnin' Love (reprise de Spider)             | Amanda Blue, Holly Knight | 3:39 |

| B1. | Line of Fire     | Bob Halligan, Jr., Marc Ribler         | 4:15 |
| B2. | Beat 'em Up      | Bob Halligan, Jr.                      | 3:00 |
| B3. | Paradise         | Lee Aaron, John Albani, Dick Wagner    | 3:22 |
| B4. | Evil Game        | Lee Aaron, John Albani, Dick Wagner    | 3:49 |
| B5. | Danger Zone      | Lee Aaron, John Albani                 | 3:09 |
| B6. | Hot to Be Rocked | Lee Aaron, Simon Brierley, Dick Wagner | 3:25 |

| 12. | Call of the Wild | Lee Aaron, John Albani | 4:24 |

## Format

### Album
| Pays      | Format | Catalogue   | Label                 |
| --------- | ------ | ----------- | --------------------- |
| Pays-Bas  | Vinyle | RR 9780     | Roadrunner Records    |
| Canada    | CD     | ACD 1212    | Attic Records Limited |
| Canada    | Vinyle | LAT 1212    | Attic Records Limited |
| Allemagne | Vinyle | 207 579-620 | 10 Records            |
| Japon     | Vinyle | 28MM 0450   | Polydor K.K.          |

### Singles
| # | Sortie       | Single                | Format                    | Catalogue | Label              | Face-B                                                   |
| - | ------------ | --------------------- | ------------------------- | --------- | ------------------ | -------------------------------------------------------- |
| 1 | avril 1985   | Rock Me All Over      | Vinyle 12"                | RR 125495 | Roadrunner Records | - B1 - Line of Fire (4:15) - B2 - Evil Game (3:49)       |
| 2 | 10 juin 1985 | Runnin' from the Fire | Vinyle 7"                 | AT 329    | Attic Records      | - B - Call of the Wild (4:20)                            |
| 3 | 8 août 1985  | Barely Holdin' On     | Vinyle 7"                 | RR 5488   | Roadrunner Records | - B1 - Danger Zone (3:09)                                |
| 3 | 8 août 1985  | Barely Holdin' On     | Vinyle 12" & Picture-disc | RR 125488 | Roadrunner Records | - B1 - Danger Zone (3:09) - B2 - Call of the Wild (4:18) |

## Charts
| Pays   | Chart              | Meilleure position | Réf   |
| ------ | ------------------ | ------------------ | ----- |
| Canada | RPM Top 100 Albums | 86                 | [ 2 ] |